# Gemerské Michalovce
Gemerské Michalovce (maďarsky Gömörmihályfalva) jsou obec na Slovensku v okrese Rimavská Sobota. Žije zde 88 obyvatel.

## Historie
První písemná zmínka o obci pochází z roku 1413, název uveden v podobě Myhalfalwa. V roce 1910 žilo v obci 167 obyvatel a všichni byli Maďaři. V roce 1918 se obec stala součástí Československa. Během druhé světové války patřila k Maďarsku, v roce 1945 se připojila zpět k Československu. V letech 1971 až 1990 byly Gemerské Michalovce  součástí obce Valice. Při lidu v roce 2011 žilo v Gemerských Michalovcích 99 obyvatel, z toho 78 Maďarů, 18 Slováků a tři Češi.